# Lithothamnion crassiusculum
Lithothamnion crassiusculum (Foslie) L.R. Mason, 1943 é o nome botânico de uma espécie de algas vermelhas pluricelulares do gênero Lithothamnion, subfamília Melobesioideae.
- São algas marinhas encontradas na Califórnia.

## Sinonímia
- Atualmente é sinônimo de:

Mesophyllum crassiusculum (Foslie) P. A. Lebednik, 2004